# Dan II da Valáquia
Dan II, em romeno, Dan al II-lea (?- 1 de Junho de 1431) foi um Príncipe da Valáquia, e membro da dinastia Bassarabe, sendo filho de Dan I da Valáquia e da sua esposa Maria da Sérvia.
Os períodos de governo de Dan II foram resultantes de tentativas de usurpação do seu primo, Radu II. Primeiramente tomou-lhe o trono em 1422. Sendo um líder eficiente, em 1423 Dan conduziu um exército contra o crescente Império Otomano, que derrotou, ganhando assim uma importante batalha na História da Valáquia. Derrota-os novamente em 1425. Dan estava contra os Otomanos, visto que estes queriam recolocar o seu primo Radu no trono. No início de 1427 Radu consegue  novamente o trono para si, mas na Primavera desse mesmo ano Dan expulsa-o definitivamente, derrotando-o mais uma vez a ele e aos aliados Otomanos. Radu morre no ano seguinte, morto possivelmente às mãos de Dan. A 3 de Junho de 1428, Dan, após uma nova batalha contra os Otomanos, fez um tratado de paz com estes, o que lhe permitiu um resto de reinado pacífico. Em 1431, a Valáquia é novamente invadida pelos Otomanos. Desta vez, é derrotado e morto em batalha. É sucedido por Alexandre I, seu primo, e irmão de Radu II. O Infante Pedro de Coimbra, filho de João I de Portugal, sendo viajado, conheceu Dan durante o seu serviço para o Imperador Sigismundo do Luxemburgo.

## Casamento e descendência
De uma esposa desconhecida, Dan teve a seguinte descendência:
- Bassarabe II (f.1458) colocado no trono em 1442, em substituição de Mircea II, deposto em 1444 pelo pai deste, Vlad II Dracul;
- Dan Danciul (?);
- Stanciul (?);
- Bassarabe III (f. 22 de Dezembro de 1480) Príncipe da Valáquia, com oposição de Radu o Belo e Vlad III, o Empalador;
- Ladislau II (f. 22 de Agosto de 1456) Príncipe da Valáquia, com oposição de Vlad III, o Empalador.